# ドン・オルシーロ
ドン・オルシーロ（Don Orsillo, 1968年12月16日 - ）は、メジャーリーグベースボール（MLB）の中継実況アナウンサー。アメリカ合衆国マサチューセッツ州ミドルセックス郡メルローズ生まれ。MLB球団（ボストン・レッドソックス、サンディエゴ・パドレス）の専属アナウンサーとして試合中継を長年担当している。

## 経歴
少年時代より地元球団であるボストン・レッドソックスのファンであり、その当時の将来の夢は「レッドソックスの試合での実況アナウンサーになる」というものだった。ノースイースタン大学在学中はレッドソックス戦のラジオ実況アナウンサーであるジョー・カスティグリオンの下でインターンとして経験を積んだ。卒業後、1996年から5年間はレッドソックス傘下のAAA級ポータケット・レッドソックスの放送チームでラジオ実況アナウンサーを務めていた。
そして2001年、この年よりボストンの地元局NESNで念願だったレッドソックス戦の実況アナウンサーとして活動するようになった。なお、初めて実況したのは野茂英雄がレッドソックス移籍後初登板でノーヒットノーランを達成した試合（2001年4月4日のボルチモア・オリオールズ戦）であり、以降もレッドソックス投手のノーヒットノーラン試合に3度立ち会っている（2002年4月27日のデレク・ロウ、2007年9月1日のクレイ・バックホルツ、2008年5月19日のジョン・レスター）。
2006年からはレッドソックスの球団専属実況アナウンサーとなり、2015年まで10年間活動した。2015年のレギュラーシーズン最終戦ではベンチ前にいるレッドソックスの選手が放送席にいるオルシーロに向けて手を振って別れを惜しむ様子が見られた。
2016年からはサンディエゴ・パドレスの球団専属実況アナウンサーとして活動している。